# Aparato de Suporte à Estabilidade
O Aparato de Suporte à Estabilidade é um órgão de segurança líbio formalmente estabelecido em 2021 pelo Ministério do Interior do Governo de Unidade Nacional, cuja missão é proteger as instituições, sedes e funcionários estatais.
Foi criado em 11 de janeiro de 2021, sua sede fica na capital Trípoli, e tem poderes em todas as regiões da Líbia.
O Aparato de Suporte à Estabilidade é gerido por um presidente e três adjuntos, chefiados pelo Brigadeiro-General Abdul Ghani Al-Kikli, e a força afiliada ao órgão é composta por membros do exército e da polícia das suas várias agências.
Sua função principal é o reforço das medidas de segurança sempre que necessário, a contribuição para a segurança e proteção dos portos terrestres e marítimos e o combate à imigração ilegal. Também participa da segurança e proteção de celebrações e eventos oficiais e, quando necessário, participa da execução de operações de combate, incluindo incursões, ataques e perseguições; bem como do controle de distúrbios e da dispersão de confrontos em coordenação e cooperação com as autoridades e agências competentes.
O líder do órgão, Abdel-Ghani Al-Kakli, foi um participante civil na revolução de fevereiro de 2011 e fundou em 2012 a Força de Segurança Central de Abu Salim, um grupo que operou inicialmente em Abu Salim, o maior distrito de Trípoli, e expandiu seu controle para áreas próximas. Al-Kikli foi morto por uma milícia rival chamada Brigada 444 em 12 de maio de 2025, sua morte desencadeou confrontos entre o Aparato de Suporte à Estabilidade e a Brigada 444.